# Hugo Klement Mrázek
Hugo Klement Mrázek (8. února 1889 Rozstání (okres Prostějov) – 28. prosince 1916 Volodymyr-Volynskyj (Ukrajina)) byl český hudební skladatel padlý v 1. světové válce.

## Život
Pocházel z učitelského prostředí. V roce 1896 se rodina přestěhovala do Králova Pole (dnes brněnská čtvrt). Navštěvoval gymnázium ve Starém Brně. Jeho vrstevníky byli pozdější hudební vědec Ludvík Kundera (muzikolog) a hudební skladatel Václav Kaprál. Hudební základy získal u svého otce a již na gymnáziu začal komponovat. Pokračoval studiem češtiny a němčiny na Filozofické fakultě Univerzity Karlovy v Praze. Vedle toho studoval skladbu u Vítězslava Nováka. Po promoci se stal profesorem na gymnáziu v Brně. Po vypuknutí 1. světové války musel narukovat k 8. pěšímu pluku do Sibiu v dnešním Rumunsku. O rok později padl na Volyni.
Byl nadějným skladatelem, který však zemřel příliš mlád. Byl činný i ve výtvarném umění. V Brně vydal litografii Zora pod pseudonymem Hugo Ansorge.

## Dílo

### Klavírní skladby
- Balada a Nocturno (1909)
- Charakteristický valčík (1912)
- Píseň o štěstí (pro klavír na 4 ruce, 1912)
- Ukolébavka (1920)
- Sonáta

### Ostatní skladby
- Klavírní trio
- Šest písní (1907)
- Pět písní (1910)
- Zmizelá mladost (mužský sbor, 1908)
- Přiznání (1911)

Drobné houslové skladby. Úplný seznam skladeb je v práci Věry Svobodové.